# Ilárraza (Alegría)
Ilárraza es un despoblado que actualmente forma parte del concejo de Alegría de Álava, que está situado en el municipio de Alegría de Álava, en la provincia de Álava, País Vasco (España).

## Toponimia
A lo largo de los siglos ha sido conocido con los nombres de Ilárraza, Laraharra, Larraça, Larraz y Larraza.

## Historia
Documentado desde 1025, se despobló a mediados del siglo XIV al pasar sus habitantes a poblar Alegría de Álava.
Actualmente sus tierras son conocidas con el topónimo de Larratz.